# Індонезія на літніх Олімпійських іграх 2020
Індонезію на літніх Олімпійських іграх 2020 представляли двадцять вісім спортсменів у восьми видах спорту.

## Спортсмени
| Вид спорту            | Чоловіки | Жінки | Загалом |
| --------------------- | -------- | ----- | ------- |
| Стрільба з лука       | 3        | 1     | 4       |
| Легка атлетика        | 1        | 1     | 2       |
| Бадмінтон             | 7        | 4     | 11      |
| Академічне веслування | 0        | 2     | 2       |
| Стрільба              | 0        | 1     | 1       |
| Серфінг               | 1        | 0     | 1       |
| Плавання              | 1        | 1     | 2       |
| Важка атлетика        | 3        | 2     | 5       |
| Загалом               | 16       | 12    | 28      |